# Jacob Bouchout
Jacob Bouchout (Brugge, 1620 - aldaar, 5 december 1676), ook Alanus Bouchout, was een Zuid-Nederlands dominicaan.

## Levensloop
Hij trad in het klooster van de predikheren in Brugge en bracht er zijn hele verdere leven door. Van 1668 tot 1671 was hij prior van het Brugse klooster.
Bouchout zou ook schilder geweest zijn, en onder meer het portret van enkele van zijn medebroeders hebben gemaakt.

## Publicaties
- De Leydsman der ziele, Brugge, Lucas Van de Kerckhove, 1660, 1664, 1670.
- Lucem Sanct Rosarii in omnes totiusanni dominicas ac praecipuaReginae SS. Rosarii festa,, Brugge, Jan Clowet, 1667.
- Spieghel der geestelycke dochters die heilig willen leven, Brugge, Jan Clowet, 1669.
- Lucem SS. Rosarii proponentem varia motiva in ejusdem propagationem et tractatus de praeclarissima SS. Nominis Jesu archiconfraternitate, Leuven, H. Nempaei, 1669.